# Стойнці
Стойнці (словен. Stojnci) — поселення в общині Марковці, Подравський регіон‎, Словенія.